# Miopanesthia sinica
Miopanesthia sinica är en kackerlacksart som beskrevs av Bei-Bienko 1969. Miopanesthia sinica ingår i släktet Miopanesthia och familjen jättekackerlackor. Inga underarter finns listade i Catalogue of Life.